# Acanthodactylus beershebensis
Acanthodactylus beershebensis là một loài thằn lằn trong họ Lacertidae. Loài này được Moravec, El Din, Seligmann, Sivan & Werner miêu tả khoa học đầu tiên năm 1999.

## Hình ảnh

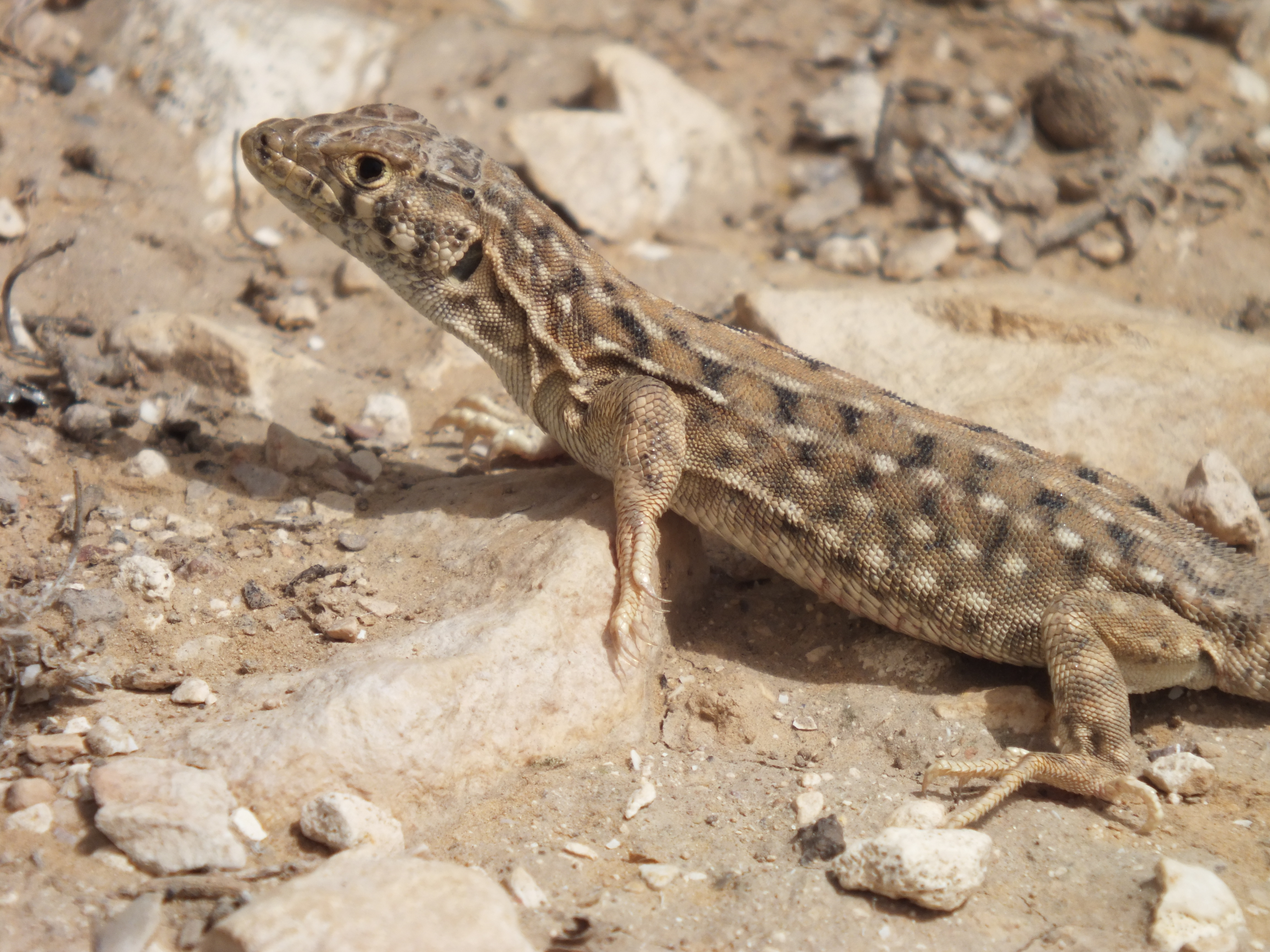
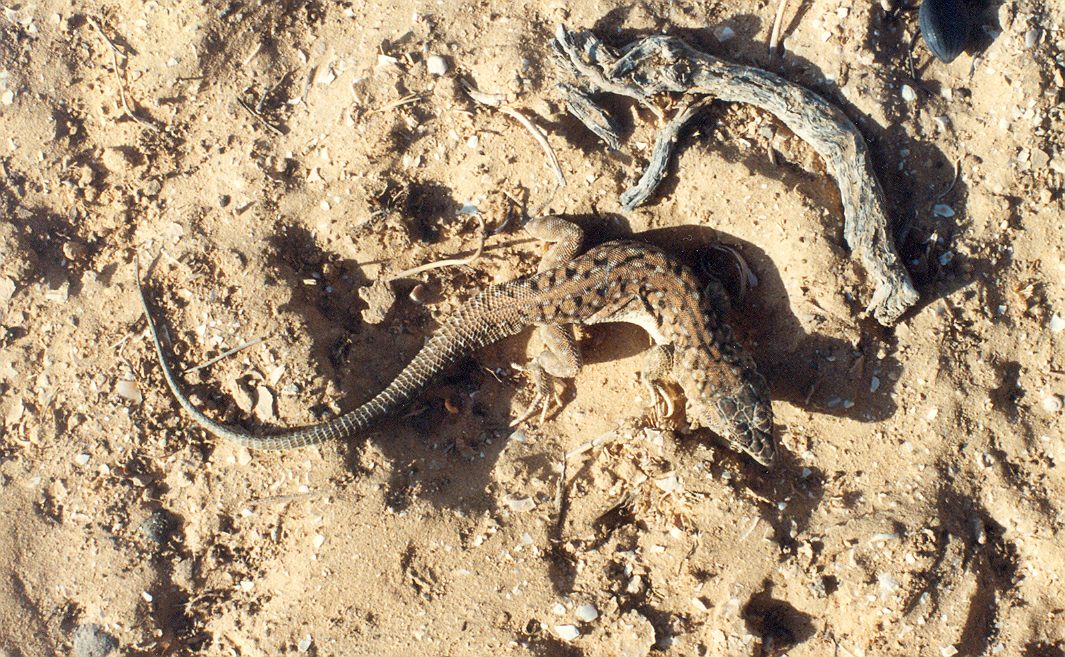